# La Caution
La Caution è un duo hip hop francese creato nel 1997 e composto da:
- Hi-Tekk
- Nikkfurie

Il primo singolo de La Caution, "Les rues électriques" fu pubblicato nel 1999, ma il successo iniziò soprattutto dopo aver partecipato a diversi concerti degli Assassin. Come risultato furono promossi come band di apertura degli Assassins nei tour del 2000 e del 2001, aumentando la loro popolarità ed incoraggiandoli a produrre il primo disco vero in collaborazione con DJ Fab, Asphalte Hurlante esce nel 2001, l'anno successivo ne esce una nuova versione con sette nuove tracce inedite. Dopo la partecipazione a diversi progetti musicali di altri gruppi hip hop, la band torna in studio per realizzare Cadavre Exquis nel 2002 come collettivo L'Armée des 12 formato dagli stessi La Caution e dalla TTC, sin dal 1999. Come successivo progetto vi è l'EP "Crash Test" con il gruppo di musica elettronica Château Flight.
Il loro stile musicale è una combinazione di sonorità elettroniche energiche e parole martellanti, andando oltre l'underground parigino.  Dopo tre anni di silenzio discografico, il 17 ottobre 2005 pubblicano Peines De Maures / Arc-en-ciel Pour Daltoniens doppio album in cui Peines De Maures rappresenta un gioco di parole con "Peine de mort" (pena di morte) e la tribù mauretana, e rimane in canoni rap più classici, mentre Arc-en-ciel Pour Daltoniens è più portato ad un suono vicino alla musica elettronica.
Il brano "Thé à la Menthe" (sottotitolo "the laser dance version" nella sua forma strumentale) è apparso nel film Ocean's Twelve,tale brano è famoso anche per essere la caratteristica musica di entrata di Chamzat Čimaev,noto atleta della prestigiosa federazione UFC. La Caution inoltre appare come un fittizio gruppo chiamato Sheitan nell'eponimo film di Kim Chapiron, con il titolo "Bâtards de Barbares" in cui si esibiscono in una forma di rap ultra-violento, del tutto caricaturale. I brani "Comme Un Sampler" e "Pilotes Automatiques", estratti da Peines De Maures, sono apparsi nel medesimo film. Hi-tekk e Nikkfurie sono membri inoltre del collettivo "Les Cautionneurs" collective, con Saphir the Jeweller, Izno (fratello minore di Hi-Tekke Nikkfurie) e 16S64.
Dopo essere apparsi sugli album de La Caution, su tracce come "J'plante le décor" or "Révolver", Les Cautionneurs hanno realizzato l'album Quinte Flush Royal il 25 settembre 2006. Il 13 novembre dello stesso anno è uscito La Caution Rend Visite Aux Gens Et Des Gens Revisitent La Caution, album su CD/DVD composto da una raccolta prodotta in particolare da EDA (Enhancer), Radioinactive, Drixxxé, a cui si aggiungono estratti da esibizioni live e documenti che ripercorrono la loro carriera.

## Discografia
- 2001: Asphalte Hurlante (Kerozen Music)
- 2002: Crash Test (Kerozen Music, Wagram)
- 2005: Peines De Maures / Arc-en-ciel Pour Daltoniens  (Kerozen Music, Wagram)
- 2006: Peines De Maures / Arc-en-ciel Pour Daltoniens - The Instrumental Version [digital-only release] (Kerozen Music)
- 2006: Des Gens Revisitent La Caution / La Caution Rend Visite Aux Gens (Kerozen Music, Wagram) (CD/DVD)